# Цокъл на Съюза
На 11 март 2020 г. в полунощ бе открит Цокъла на Съюза в община Врата на Позлатените Камъни (Porte des Pierres Dorées) близо до Замъка на Блясъка (Château de l’éclair).
Цокълът на Съюза е посветен на памета на жертвите на трагедията на цунами на Тохоку (Фукушима) от 11 март 2011 г.

## Цокълът на Съюза отбелязва годишнината от 4 събития
- 150 годишнина на отношенията за мир между Япония и Франция 1858 -2018 г. които са започнали когато Г-н Дюшен е внесъл в Шогун френско-японския договор, ратифициран на 4 февруари 1860 г.
- 20-тата годишнина на Будокан Миямото Мусаши, открит от Франция в Япония заедно.
- Рожден ден на Миямото Мусаши, роден в Охара-Шо на 12ти ден от 3ти месец на 12та година на Ера Теншо.
- И историята на Кику Йамата (известен френско-японски писател) напомнящ първите връзки и обмен на опит на баща й Г-н Тадазуми Йамада, 1-ви Секретар в Консулство на Япония и г-н Луи Емил Мишале 1-ви Генерален Консул във Франция и Основател на Клуб Лион-Япония който след това узакони създаването и дейността на Мемориала Хейхо Нитен Иши Рию (Хейно каденшо).